# Payena khoonmengiana
Payena khoonmengiana är en tvåhjärtbladig växtart som beskrevs av J.T.Pereira. Payena khoonmengiana ingår i släktet Payena och familjen Sapotaceae. Inga underarter finns listade i Catalogue of Life.